# Ore no nōnai sentakushi ga, gakuen love come o zenryoku de jama shiteiru
Ore no nōnai sentakushi ga, gakuen love come o zenryoku de jama shiteiru (俺の脳内選択肢が、学園ラブコメを全力で邪魔している?, Ore no nōnai sentakushi ga, gakuen rabu kome o zenryoku de jama shiteiru, lett. "Le mie scelte mentali stanno interferendo completamente con la mia commedia romantica scolastica"), altresì nota come Noucome (のうコメ?, Nōkome), è una serie di light novel scritta da Takeru Kasukabe ed illustrata da Yukiwo, pubblicata in tredici volumi dalla Kadokawa Shoten, sotto l'etichetta Kadokawa Sneaker Bunko, tra febbraio 2012 e febbraio 2016. Un adattamento manga di Sayaka Itsuki è stato serializzato sul Famitsū Comic Clear della Enterbrain dal 1º febbraio 2013 al 1º maggio 2015. Un adattamento anime di dieci episodi, diretto da Takayuki Inagaki e prodotto dalla Diomedéa, è stato trasmesso in Giappone tra il 9 ottobre e l'11 dicembre 2013. Un episodio OAV è stato pubblicato il 20 maggio 2014.

## Trama
Kanade Amakusa è uno studente liceale che soffre di una maledizione chiamata "Scelte assolute" (絶対選択肢?, Zettai sentakushi): in qualsiasi momento della sua vita quotidiana può apparirgli improvvisamente di fronte una lista di due o tre opzioni tra cui ne dovrà scegliere per forza una nel giro di pochi secondi. Ovviamente ogni opzione ha subito effetto sulla realtà e la maggior parte di esse è strana o di natura perversa, ragion per cui la reputazione del ragazzo tra i suoi amici e compagni di scuola non è delle migliori e la sua vita è ben oltre la difficoltà media. Un giorno, però, una delle scelte prese da Kanade sulla via del ritorno a casa da scuola provoca la caduta dal cielo di una misteriosa e bellissima ragazza dai capelli biondi. Kanade scopre ben presto che questi è stata mandata da Dio per aiutarlo a portare a termine con successo una serie di missioni, preparate da Lui stesso, per liberarlo finalmente dalle "Scelte assolute". Tuttavia, anche se ne dovesse fallire una sola, la maledizione non sparirà mai più.
Nel corso della storia le opzioni iniziano anche a mostrare dei cambiamenti: in alcuni casi ne appare una nuova all'improvviso, in altri spariscono tutte senza che una decisione sia stata presa, in altri ancora possono essere addirittura rifiutate tutte. Inoltre secondo Kanade ne esistono tre tipi in totale: quelle che costringono il soggetto a fare certe azioni, quelle che alterano le altre persone fisicamente o mentalmente senza che dopo mantengano integra la propria memoria e quelle che hanno esiti imprevedibili.

## Personaggi

### Personaggi principali

I protagonisti Kanade e Chocolat

Kanade Amakusa (甘草 奏?, Amakusa Kanade)
Doppiato da: Toshiyuki Toyonaga, Ikumi Hayama (forma femminile)
Il protagonista della serie. Soffre delle cosiddette "Scelte assolute", una maledizione che lo costringe a scegliere una delle due o più opzioni che gli si possono apparire davanti in ogni momento della sua vita. Se si rifiuta di prendere una decisione, soffre di un'emicrania insopportabile finché non fa una scelta. All'inizio della storia incontra Chocolat e viene a sapere che, per liberarsi della maledizione, deve superare una serie di "missioni" preparategli da Dio. Tuttavia non può fallirne nemmeno una, altrimenti le "Scelte assolute" lo perseguiteranno per sempre. A causa della maledizione, i suoi compagni di classe lo vedono come un tipo strambo e nella scuola è diventato uno dei "cinque reietti".
Chocolat (ショコラ?, Shokora)
Doppiata da: Kaori Sadohara
La ragazza che cade dal cielo dopo che Kanade sceglie l'opzione "una bella ragazza cade dal cielo" mentre torna a casa da scuola. Quando Kanade le dà per la prima volta una scatola di cioccolatini, decide di farsi chiamare Chocolat. È stata mandata da Dio per aiutare Kanade a completare una serie di "missioni" che lo possono liberare dalla maledizione, tuttavia non è molto sveglia e per questo motivo non gli è di grande aiuto. Secondo il suo parere, ha perso la memoria prima di ricevere la sua missione e quindi non si ricorda nemmeno cosa dovrebbe fare per dargli una mano con la maledizione. In seguito si trasferisce nella sua stessa classe come suo "animale domestico". Una sua caratteristica particolare è che quando è felice il suo ciuffo in cima alla testa tende a muoversi a destra e a sinistra come se scodinzolasse, portando Kanade a paragonarla a un cane.
Ogni tanto, quando batte la testa oppure si ubriaca, torna ad essere la Chocolat precedente alla perdita di memoria per un breve periodo di tempo. Questa Chocolat, a differenza della sua controparte, è molto più intelligente ed utile e tenta anche di sedurre Kanade più volte. Secondo lei, inoltre, "Chocolat" tornerà da Dio una volta che la maledizione sarà sparita.

### I cinque reietti
I "cinque reietti" (お断り5肢?, Okotowari 5) sono cinque studenti della scuola di Kanade che, pur essendo fisicamente attraenti, hanno certi difetti nella loro personalità.
Furano Yukihira (雪平 ふらの?, Yukihira Furano)
Doppiata da: Yui Kondō
Una ragazza che siede dietro Kanade in classe. Ha uno strano senso dell'umorismo e spesso racconta barzellette rimanendo impassibile. Sembra avere una cotta per Kanade, ma ha un comportamento tsundere quando è con lui. Ha anche una passione segreta per le cose carine, specialmente per un personaggio chiamato "Maialino bianco", ma rivela questo suo lato solo quando non c'è nessuno nei paraggi che la conosce.
Ōka Yūōji (遊王子 謳歌?, Yūōji Ōka)
Doppiata da: Ayumi Tsuji
Una compagna di classe di Kanade iperattiva, ingenua e un po' sciocca. È anche molto intelligente e costruisce diversi oggetti strani. È la figlia del presidente dell'azienda UOG, che fabbrica una vasta gamma di prodotti, e di una giornalista. Più tardi viene a conoscenza delle missioni di Kanade, sebbene non ne sappia la ragione, e ogni tanto prova a dargli una mano.
Yuragi Hakoniwa (箱庭 ゆらぎ?, Hakoniwa Yuragi)
Doppiata da: Naomi Ōzora
Un'amica d'infanzia di Kanade. Ha l'abitudine di chiamare tutti quelli che conosce fratelloni o sorellone. In base alle sue stesse affermazioni, si sente male se non chiama qualcuno fratellone o sorellona oppure se qualcuno la chiama sorellona invece che sorellina.
Himeru Hisoka (密 秘?, Hisoka Himeru)
Una studentessa più grande che si mostra interessata sia ai maschi che alle femmine e che pare abbia sedotto persino le ragazze a cui aveva rubato i fidanzati. Nella quarta light novel riceve il compito da Seira di fare innamorare Kanade di lei, ma alla fine non ci riesce.
Karasu Yumeshima (夢島 カラス?, Yumeshima Karasu)
Doppiato da: Masami Iwasaki
Uno studente più grande. Anche lui è uno degli studenti più strani nella scuola e a dimostrazione di ciò indossa sempre una maschera.

### I cinque migliori
I cinque studenti più popolari della scuola di Kanade, ovvero l'opposto dei cinque reietti.
Seira Kokubyakuin (黒白院 清羅?, Kokubyakuin Seira)
Doppiata da: Hiromi Igarashi
La presidentessa del consiglio studentesco e un membro dei cinque migliori. È a conoscenza della maledizione di Kanade, ma invece di aiutarlo sfrutta la situazione per prendersi gioco di lui. Sembra avere un qualche tipo di legame con Dio e pare anche che sappia molto di più riguardo alla maledizione rispetto a tutti gli altri personaggi. Secondo lei "innamorarsi" è nientedimeno che la missione finale per liberarsi della maledizione, ma si rifiuta di rivelare altri dettagli.
Sōka Shishimori (獅子守 想牙?, Shishimori Sōka)
Doppiato da: Takayuki Kondō
Il vicepresidente del consiglio studentesco e lo studente più popolare della scuola. È uno studente normale che si è stufato delle buffonate bizzarre dei cinque reietti. Ha cinque sorelle minori e perciò prova una certa avversione nei confronti di questo tipo di personaggio. È anche piuttosto calmo e indifferente.
Konagi Yawakaze (柔風 小凪?, Yawakaze Konagi)
Doppiata da: Misato
La migliore amica di Yūōji, una ragazza decisamente pura e innocente. Anche se si sente imbarazzata vicino agli studenti maschi, in quanto passa la maggior parte del tempo insieme alle ragazze, ha intenzione di imparare a socializzare anche con loro. Se qualche studente cerca di fare qualcosa di pervertito con lei, appare subito il suo gruppo di fan in sua difesa. Kanade, infatti, viene picchiato dalle sue "guardie del corpo" parecchie volte proprio a causa della sua maledizione maliziosa.
Ayame Reikadō (麗華堂 絢女?, Reikadō Ayame)
Doppiata da: Rei Matsuzaki
Una studentessa orgogliosa ed aspra che ha un seno piuttosto grande e che litiga spesso con Yukihira, tutt'altro che ben dotata sul petto. Kanade scopre grazie alla sua maledizione che si è rifatta il seno con la chirurgia plastica, cosa di cui viene a conoscenza anche Yukihira dopo averlo toccato. Secondo Ayame la ragione della sua personalità aspra e quella del suo intervento di chirurgia plastica derivano entrambe dall'interesse della sua amica d'infanzia per le ragazze tsundere.
Tōya Yoshiwara (吉原 桃夜?, Yoshiwara Tōya)
Doppiato da: Kazutomi Yamamoto
Uno studente del primo anno che di solito è un tipo tranquillo, ma che in realtà è un vero e proprio donnaiolo.

### Altri personaggi
Utage Dōraku (道楽 宴?, Dōraku Utage)
Doppiata da: Akiko Yajima
La coordinatrice di classe di Kanade. Anche lei è stata un tempo affetta dalla maledizione delle "Scelte assolute" e forse è proprio a causa di ciò se il suo aspetto corrisponde a quello di una bambina delle elementari sebbene abbia ventinove anni. Anche se può discutere della maledizione con Kanade e rivelargli ogni tanto qualche informazione al riguardo, non può dirgli come liberarsene una volta per tutte, altrimenti inizia a soffrire subito di dolorosi mal di testa. In ogni caso, quando le è possibile, cerca di coprire Kanade quando si ritrova nel bel mezzo di qualche opzione imbarazzante delle "Scelte assolute".
Dio (神?, Chara-Kami)
Doppiato da: Shin'nosuke Tachibana
Il Dio responsabile delle "missioni" di Kanade per la rimozione della maledizione. È piuttosto approssimativo e prende spesso in giro il protagonista, ecco perché Kanade lo soprannomina "Chara-Kami" (チャラ神? lett. "Dio impertinente"). Afferma di essere diventato Dio da poco tempo e per questo motivo non è in grado di offrirgli più aiuto con la maledizione di quanto non faccia già ora. Inoltre gli rivela anche che è stato il Dio precedente ad averlo condannato alle "Scelte Assolute".
Aoi Nishino (西 野 葵?, Nishino Aoi)
Doppiato da: Shin Ginoza
Aoi è uno studente anziano, che però assomiglia ad una ragazza, che frequenta la Scuola Privata Seikou. Nonostante sia al liceo come il resto dei personaggi, ha l'aspetto di un liceale e ha la personalità di un bambino piccolo. Si dice che sia uno degli studenti più alti della scuola.
Kazama (笠 間?)
Doppiato da: Takehiro Hasu
Kazama è uno studente che frequenta la Scuola Privata Seikou. È conosciuto come "Bestia delle Rose".
Ishioka (石 岡?)
Doppiato da: Teppei Akahira
Ishioka è uno studente che frequenta la Scuola Privata Seikou. È conosciuto come "Re dei Dolci".
Sakuragawa (桜 川?)
Doppiato da: Shusaku Shirakawa
Sakuragawa è un altro studente della Scuola Privata Seikou. È conosciuto come "Imperatore nel Nudo".

## Media

### Light novel
La serie è stata scritta da Takeru Kasukabe con le illustrazioni di Yukiwo e pubblicata da Kadokawa Shoten, sotto l'etichetta Kadokawa Sneaker Bunko, tra il 1º febbraio 2012 e il 1º febbraio 2016.
| Nº   | Data di prima pubblicazione | Data di prima pubblicazione | Data di prima pubblicazione |
| Nº   | Giapponese                  | Giapponese                  |                             |
| ---- | --------------------------- | --------------------------- | --------------------------- |
| 1    | 31 gennaio 2012             | ISBN 978-4-04-100181-3      |                             |
| 2    | 31 maggio 2012              | ISBN 978-4-04-100307-7      |                             |
| 3    | 31 ottobre 2012             | ISBN 978-4-04-100541-5      |                             |
| 4    | 30 marzo 2013               | ISBN 978-4-04-100720-4      |                             |
| 5    | 1º luglio 2013              | ISBN 978-4-04-100891-1      |                             |
| 6    | 1º ottobre 2013             | ISBN 978-4-04-101022-8      |                             |
| 7    | 1º febbraio 2014            | ISBN 978-4-04-101197-3      |                             |
| 8    | 1º giugno 2014              | ISBN 978-4-04-101432-5      |                             |
| 9    | 1º ottobre 2014             | ISBN 978-4-04-101697-8      |                             |
| 10   | 1º aprile 2015              | ISBN 978-4-04-101696-1      |                             |
| 11   | 1º agosto 2015              | ISBN 978-4-04-103541-2      |                             |
| 11.5 | 1º gennaio 2016             | ISBN 978-4-04-103956-4      |                             |
| 12   | 1º febbraio 2016            | ISBN 978-4-04-103542-9      |                             |

### Manga
L'adattamento manga, scritto da Takeru Kasukabe e disegnato da Sayaka Itsuki, è stato serializzato sul webzine Famitsū Comic Clear della Enterbrain dal 1º febbraio 2013 al 1º maggio 2015. I capitoli sono stati raccolti in cinque volumi tankōbon, che sono stati pubblicati tra il 13 luglio 2013 e il 15 giugno 2015.

#### Volumi
| Nº | Data di prima pubblicazione | Data di prima pubblicazione | Data di prima pubblicazione |
| Nº | Giapponese                  | Giapponese                  |                             |
| -- | --------------------------- | --------------------------- | --------------------------- |
| 1  | 13 luglio 2013              | ISBN 978-4-04-729029-7      |                             |
| 2  | 15 ottobre 2013             | ISBN 978-4-04-729205-5      |                             |
| 3  | 13 giugno 2014              | ISBN 978-4-04-729695-4      |                             |
| 4  | 15 novembre 2014            | ISBN 978-4-04-730061-3      |                             |
| 5  | 15 giugno 2015              | ISBN 978-4-04-730555-7      |                             |

### Anime
La serie televisiva anime di dieci episodi, prodotta dalla Diomedéa e diretta da Takayuki Inagaki, è andata in onda sulla Tokyo MX dal 9 ottobre all'11 dicembre 2013. Il soggetto è stato scritto da Hiroko Kanasugi e il direttore della regia per l'animazione, Hiroyuki Saida, si è basato sul character design originale di Yukiwo. Il ruolo di direttore del suono è stato assegnato a Takayuki Yamaguchi, mentre la colonna sonora è stata composta da Mages. Le sigle di apertura e chiusura sono rispettivamente S・M・L☆ (Sweet Melty Love) delle Afilia Saga e Taiyō to tsuki no cross (太陽と月のCROSS?) delle Two Formula (un gruppo formato da Kaori Sadohara e Saeko Sōgō). Gli episodi sono stati trasmessi in streaming, in contemporanea col Giappone, da Crunchyroll, mentre in America del Nord i diritti sono stati acquistati dalla Sentai Filmworks. In Australia, invece, la serie è stata concessa in licenza alla Madman Entertainment. Un episodio OAV è stato distribuito su Blu-ray Disc il 20 maggio 2014 in allegato all'ottavo volume della light novel.

#### Episodi
| Nº  | Titolo italiano (traduzione letterale) Giapponese 「Kanji」 - Rōmaji | In onda          | In onda |
| Nº  | Titolo italiano (traduzione letterale) Giapponese 「Kanji」 - Rōmaji | Giapponese       |         |
| 1   | La vita non proprio serena di Kanade Amakusa 「①甘草奏の甘くない日常」 - ① Kanzō sō no amakunai nichijōIl nattō non proprio profumato di Kanade Amakusa 「②甘草奏の臭くない納豆」 - ② Kanzō sō no kusakunai nattō | 9 ottobre 2013   |         |
| 2   | Tecnica segreta! Fateli ridere con un umorismo suino! 「①秘技あり！ブタックジョークで笑わせろ！」 - ① Higi ari! Butakkujōku de warawasero!Obiezione! Prova di umorismo suino! 「②異議あり！ブタック裁判」 - ② Igiari! Butakku saiban | 16 ottobre 2013  |         |
| 3   | Ragazze & mutandine 「①がーるず＆ぱんちらー」 - Gāruzu & panchirāVolete vedere le mutande anche se sono di un uomo? 「②男物でもパンツが見たい？」 - Otokomono demo pantsu ga mitai? | 23 ottobre 2013  |         |
| 4   | Gli harem sono il meglio! 「①ハーレムはスバラC！」 - Hāremu wa subaraC!La migliore sensazione del mondo! 「②世界で一番キモチE！」 - Sekai de ichiban kimochiE! | 30 ottobre 2013  |         |
| 5   | Arriva la sorellina 「①妹、あらわる」 - Imōto, arawaruMal di stomaco 「②胃、もたれる」 - I, motareru | 6 novembre 2013  |         |
| 6   | Tigre! Tigre! Tigre! 「①トラトラトラ！」 - Tora tora tora!Maiale! Maiale! Maiale! 「②ぶたぶたぶた！」 - Buta buta buta! | 13 novembre 2013 |         |
| 7   | La sortita di Seira! 「①清羅出撃！」 - Seira shutsugeki!Seira, non obbligarmi a togliermi i vestiti 「②清羅、服を脱がさないで」 - Seira, fuku o nugasanaide | 20 novembre 2013 |         |
| 8   | La mia scroccona non può essere così intelligente!? 「①俺の居候がこんなに賢いはずがない！？」 - Ore no isōrō ga konna ni kashikoi hazu ga nai!?Il mio coso non può essere così stupefacente!? 「②俺の一物がこんなに凄いはずがない！？」 - Ore no ichibutsu ga konna ni sugoi hazu ga nai!?                                                                                                  | 27 novembre 2013 |         |
| 9   | Evvai! Una gara di nuoto piena di belle ragazze 「①ドキッ！美少女だらけの水泳大会」 - Doki! Bishōjo darake no suiei taikaiOddio! Una gara di muscoli piena di fratelli 「②ムキッ！アニキだらけの筋肉大会」 - Muki! Aniki darake no kinniku taikaiYuhu! Una gara a chi trova più vasi giapponesi sotto terra 「③土器っ!縄文式だらけの発掘大会」 - Doki! Jōmonshiki darake no hakkutsu taikai | 4 dicembre 2013  |         |
| 10  | La vita è una serie di scelte 「①人生は、選択の連続である」 - Jinsei wa, sentaku no renzoku de aruLa vita è una serie di giravolte 「②人生は、洗濯の連続である」 - Jinsei wa, sentaku no renzoku de aru | 11 dicembre 2013 |         |
| OAV | |                  |         |
| 11  | Amore non corrisposto ☆ Fanciulle 「①カタオモイ☆乙女」 - Kataomoi ☆ OtomeScrocchiami tutta ☆ la schiena 「②肩重い☆トメ」 - Kata omoi ☆ TomeGay in un senso ☆ Omosessuali nell'altro 「③片方ゲイ☆片方ホモ」 - Katahō gei ☆ Katahō homo | 20 maggio 2014   |         |